# さざえさん
もしかして
- サザエさん

ではありませんか？